# Sonsoro
Sonsoro är ett arrondissement i kommunen Gogounou i Benin. Den hade 9 501 invånare år 2002.